# Парк лабіринтів Орти
Парк лабіринтів Орти (кат., ісп. Parc del Laberint, також Parc del Laberint d'Horta) — історичний парк в районі Horta-Guinardó в Барселоні, найстаріший парк цього типу в місті. Розташований на території колишньої садиби родини Десвалльс, на схилі однієї з гір гряди Сьєрра-де-Кольсерола. Парк включає сад XVIII століття в неокласичному стилі і романтичний сад XIX століття.

## Історія
Історія парку «Лабіринт» почалася 1791 року, коли маркіз Жоан Антоні Десвалльс і д'Ардена, власник земельної ділянки, у співпраці з італійським архітектором Доменіко Багутті розробив проєкт неокласичного саду. Реалізація проєкту здійснювалася під керівництвом майстрів Жауме і Андреу Валльс, а також французького садівника Жозефа Дельвалье.
У середині XIX століття нащадки маркіза найняли архітектора Еліеса Роджента, щоб розширити парк. Роджент розробив проєкт романтичного саду з клумбами, альтанками та водоспадом. В проєкті був також канал, що з'єднує верхню і середню тераси. Канал був споруджений в 1853 році.
У 1880 році був розбитий домашній сад поруч з палацом Десвалльсов.
В кінці XIX століття садиба Десвалльсов перетворилася на місце проведення громадських і культурних заходів, включаючи театральні вистави на відкритому повітрі.
У 1967 році сімейство Десвалльсов передало парк міській владі Барселони, які відкрили парк для публічного відвідування в 1971 році. Роботи по масштабної реставрації були здійснені в 1994 році за фінансової підтримки Європейського Союзу.

Загальна карта парку: А. Вхід в парк і палац. B. Неокласичний сад. С. Романтичний сад. D. Домашній сад і самшитовий сад. Е. Ліс. 1. Вхід. 2. Статуя Ероса. 3. Вихід. 4. Грот німфи Ехо. 5. Храм Данаї. 6. Храм Аріадни. 7. Барельєф «Девкаліон та Пірра». 8. Барельєф з двома жіночими фігурами (значення невідоме). 9. Місце розташування сонячних годинників. Повна легенда міститься в описі файлу.

## Сучасне використання
Тепер парк є садом-музеєм з обмеженням на відвідини парку (не більше 750 відвідувачів одноразово), яке встановлено в 1994 році у для збереження парку та споруд на її території, в тому числі від вандалів. Також на території парку заборонені пікніки (для них обладнаний майданчик недалеко від входу в парк), вигул собак, відвідування парку з велосипедом і галасливі ігри (наприклад, з м'ячем). С 1993 року в старому палаці Десвалльсов розташовується Центр будівництва лабіринтів ( Centre de Formación del Laberint, що належить міській владі Барселони інститут садівницького освіти), а також спеціалізована бібліотека.
У червні-липні міська рада Барселони організовує в парку концерти класичної музики. Також парк був використаний для зйомок фільму «Парфумер» німецького режисера Тома Тиквера.

## Структура парку
Праворуч від входу в парк розташований колишній палац Десвалльсов, будівля з елементами неоготики та неоарабского стилю. До цього комплексу також відноситься середньовічна башта Torre Sobirana.
Парк, площа якого становить 9,1 га, розділений на дві частини: неокласичний сад і романтичний сад. На території всього парку розташовані численні скульптури, деякі з них створені за мотивами давньогрецької міфології, інші — за національними мотивами.

### Неокласичний сад

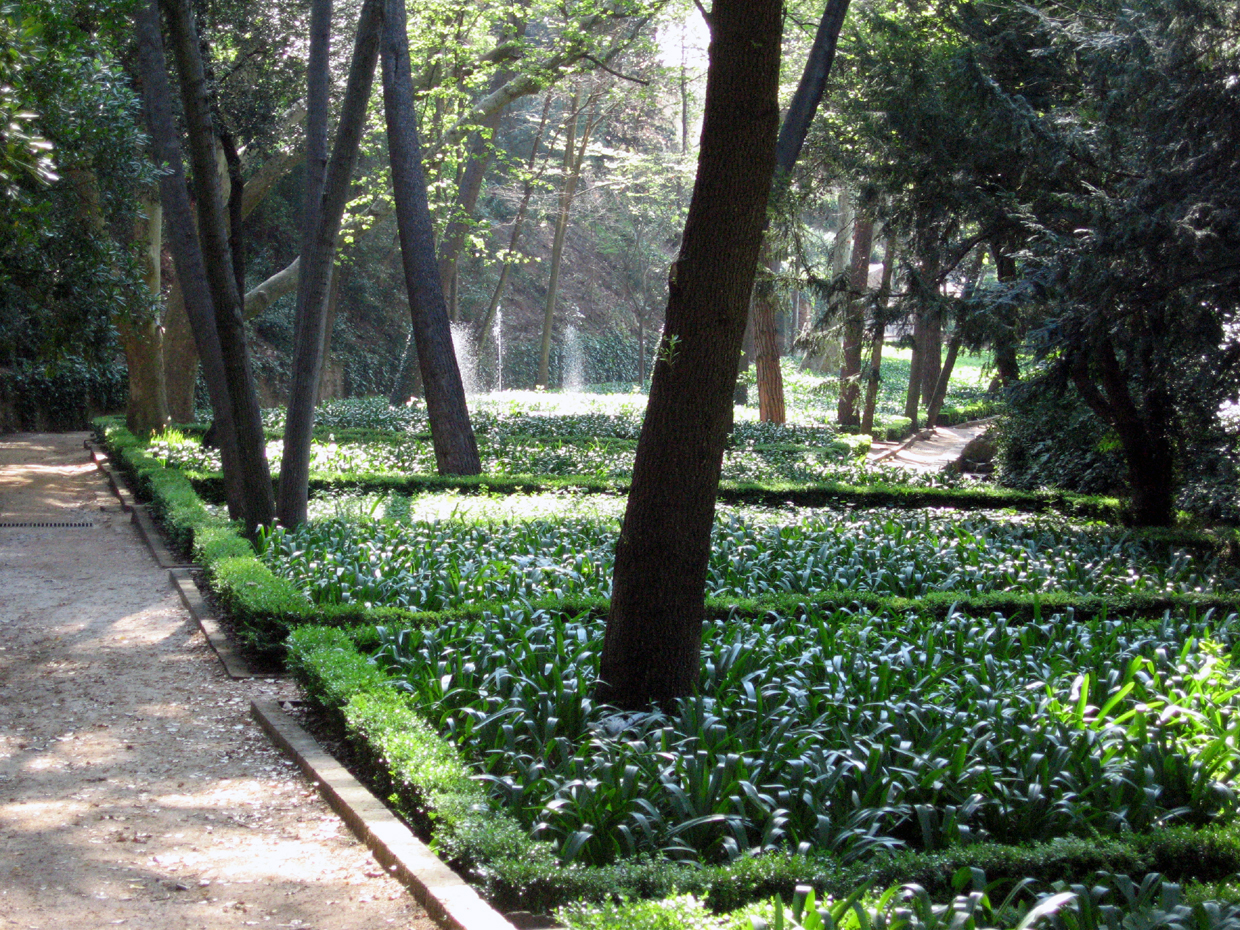
Романтичний сад

Неокласичний сад складається з трьох терас:
- На нижній терасі знаходиться лабіринт з живоплоту, що дав назву парку і складається з 750 метрів підстрижених кипарисових дерев. Біля входу в лабіринт розташовується мармурова статуя, що зображає Аріадну, Тезея і, в центрі композиції, бога любові Ероса.
- На середній терасі, прямо над лабіринтом, розташовані два павільйони в італійському стилі з тосканськими колонами та статуями Данаї й Аріадни, точні копії круглих давньоримських храмів без целли. Поруч з великими сходами, що ведуть на третій рівень, знаходиться статуя бога вина і виноробства Діоніса.
- На третьому, найвищому, рівні розташований павільйон, присвячений дев'яти музам. За павільйоном знаходиться великий ставок з водою, що надходить з природного джерела.

Другу і третю тераси поділяє «Романтичний канал», на одному з кінців якого створено «Острів кохання» (Illa de l'Amor).

### Романтичний сад
Романтичний сад розділений на групи квіткових клумб і маленькі площі під покровом високих дерев. На північному кордоні цього боку парку знаходиться водоспад. У цій частині парку збереглося мало ознак первісного проєкту. Імовірно, романтичний сад був побудований із зазначенням на тему смерті — тут навіть створена імітація маленького цвинтаря. Водночас неокласичний сад обіграє тему любові.

## Рослинність

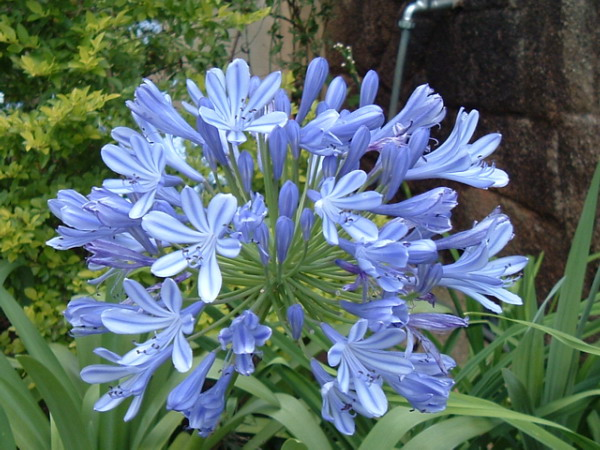
агапантус африканський

У парку висаджено різноманітні, в тому числі рідкісні породи дерев, серед яких кам'яний дуб (Quercus ilex), евкаліпт кулястий (Eucalytus globulus) і суничне дерево (Arbutus unedo). Велика кількість вічнозелених рослин. Особливо слід відзначити висаджені в романтичному саду (африканські лілії, див також агапантус), які називають квітами кохання. 
У домашньому саду вирощують камелії, а вхід в парк прикрашають червоні цикламени. У романтичному саду висаджують також іриси. 
Парк оточений великою ділянкою лісу середземноморського типу.

## Лабіринт
Лабіринт був закладений 1792 року і став центральним елементом парку. Розмір лабіринту становить приблизно 45×48 метрів. Довжина огорожі досягає 750 м. Жива огорожа складається з кипарисів. Висота огорожі — 2,5 м. Вхід в лабіринт розташовується в південно-західному куті лабіринту і являє собою арку з кипарисів. На вході в лабіринт встановлений рельєф, що зображає Аріадну, яка вручає Тезею клубок ниток. На п'єдесталі рельєфу написано:
|  | Entra, saldrás sin rodeo El laberinto es sencillo No es menester el ovillo Que dio Ariadna a Teseo. |

У центрі лабіринту розташовується маленький круглий майданчик, від якого розходиться вісім доріжок, кожна з яких позначена кипарисовою аркою. У центрі майданчика знаходиться скульптура, по колу — лавки з каменю.

## Заходи у парку
- Парк тричі відвідували монархи Іспанії.
- Павільйони середньої тераси були обрані поетом Жоаном Марагаллом для подання класичних вистав. 10 жовтня 1898 відбулося представлення трагедії «Іфігенія в Таурісе» (І.Гете), перекладена Марагаллом.

## Галерея

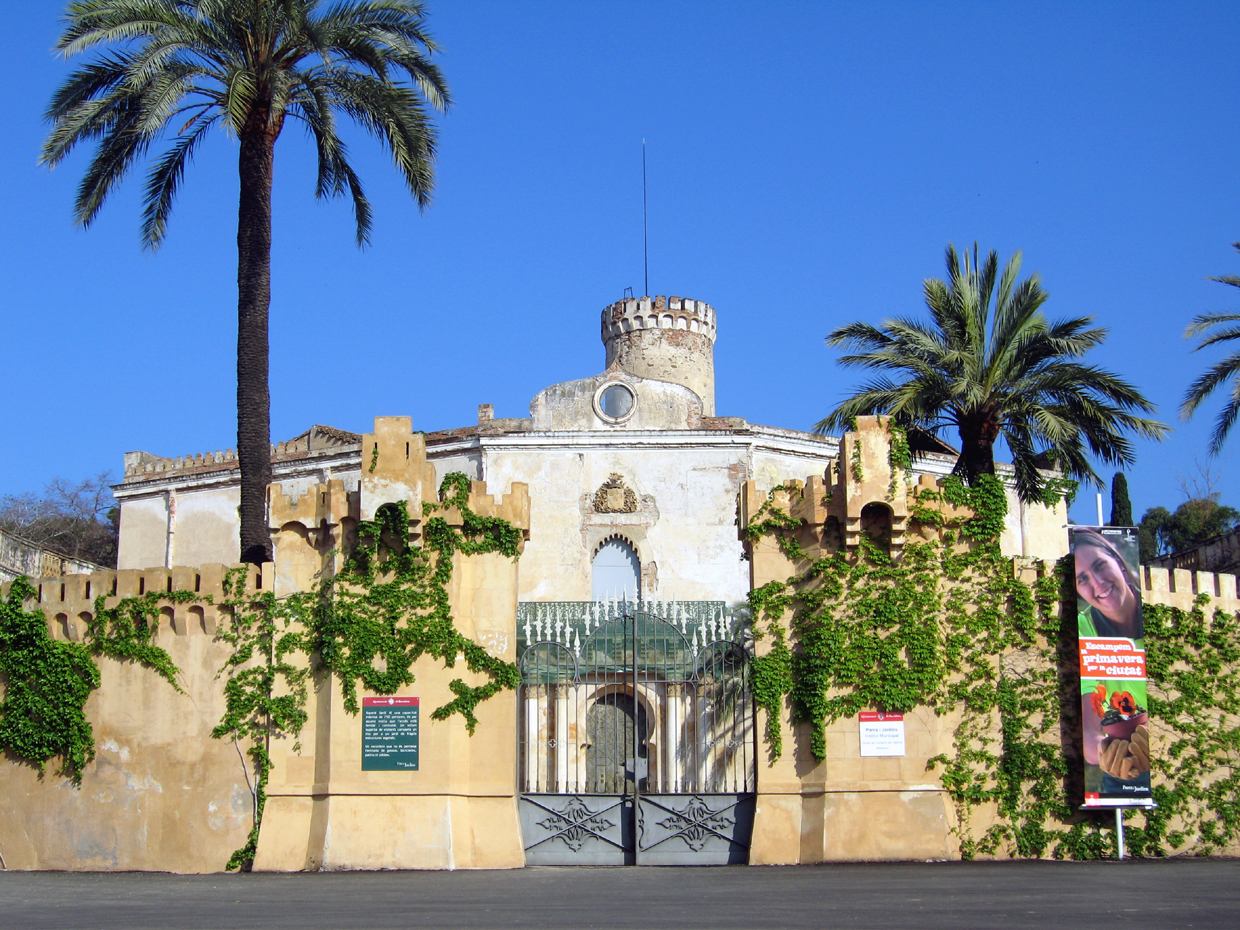
Палац Десвалльсов
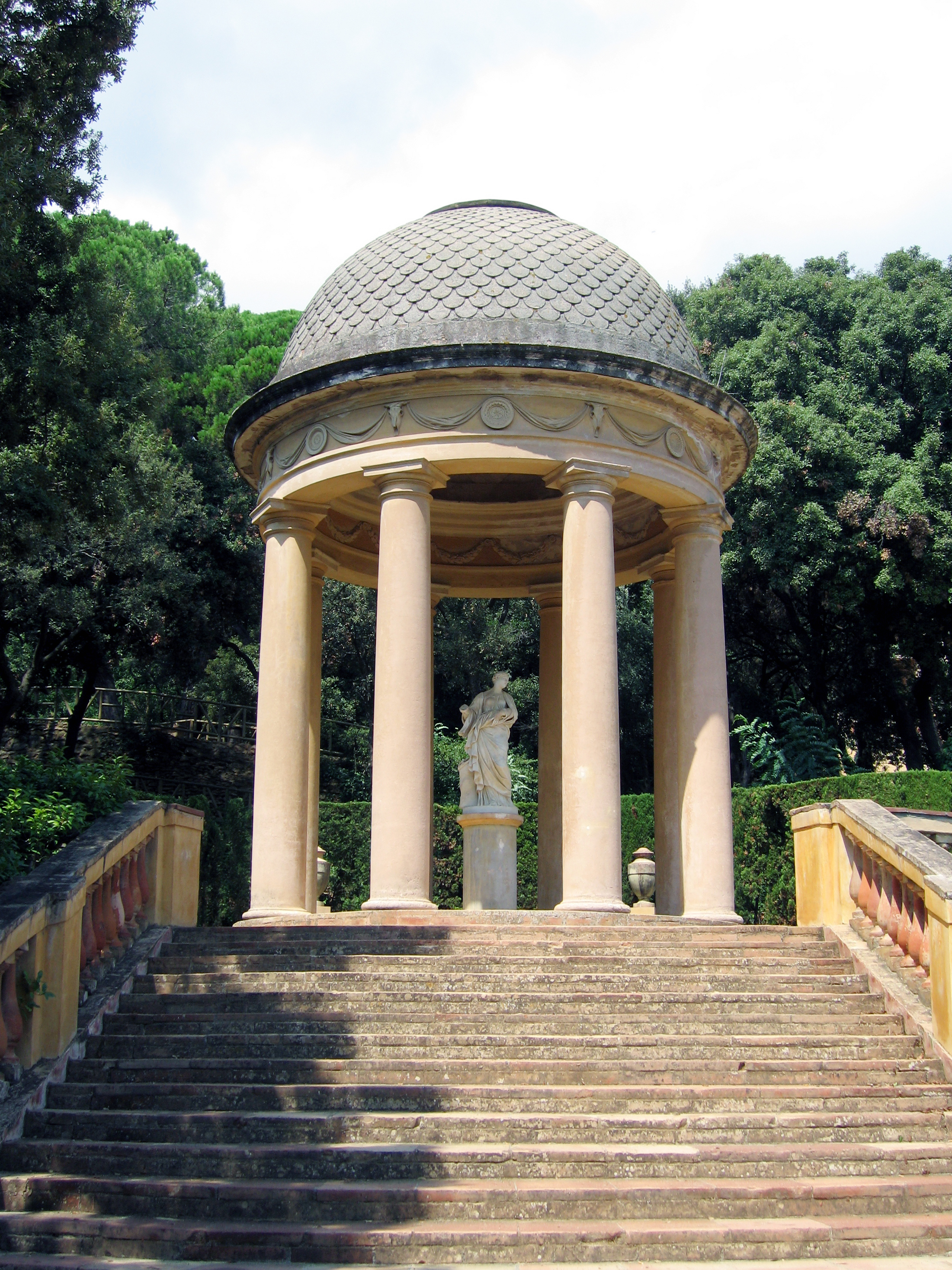
Павільйон Данаї
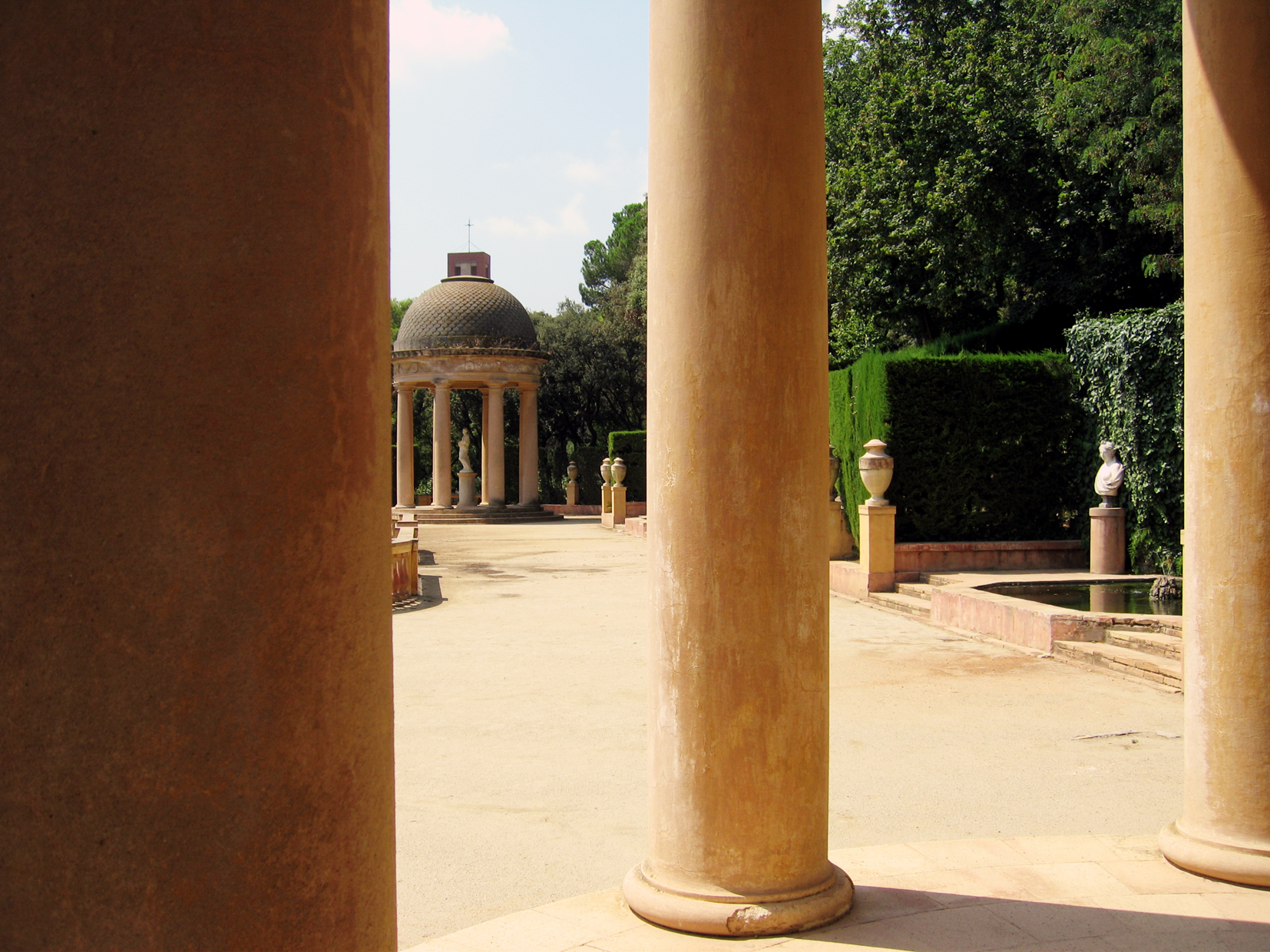
Два павільйони
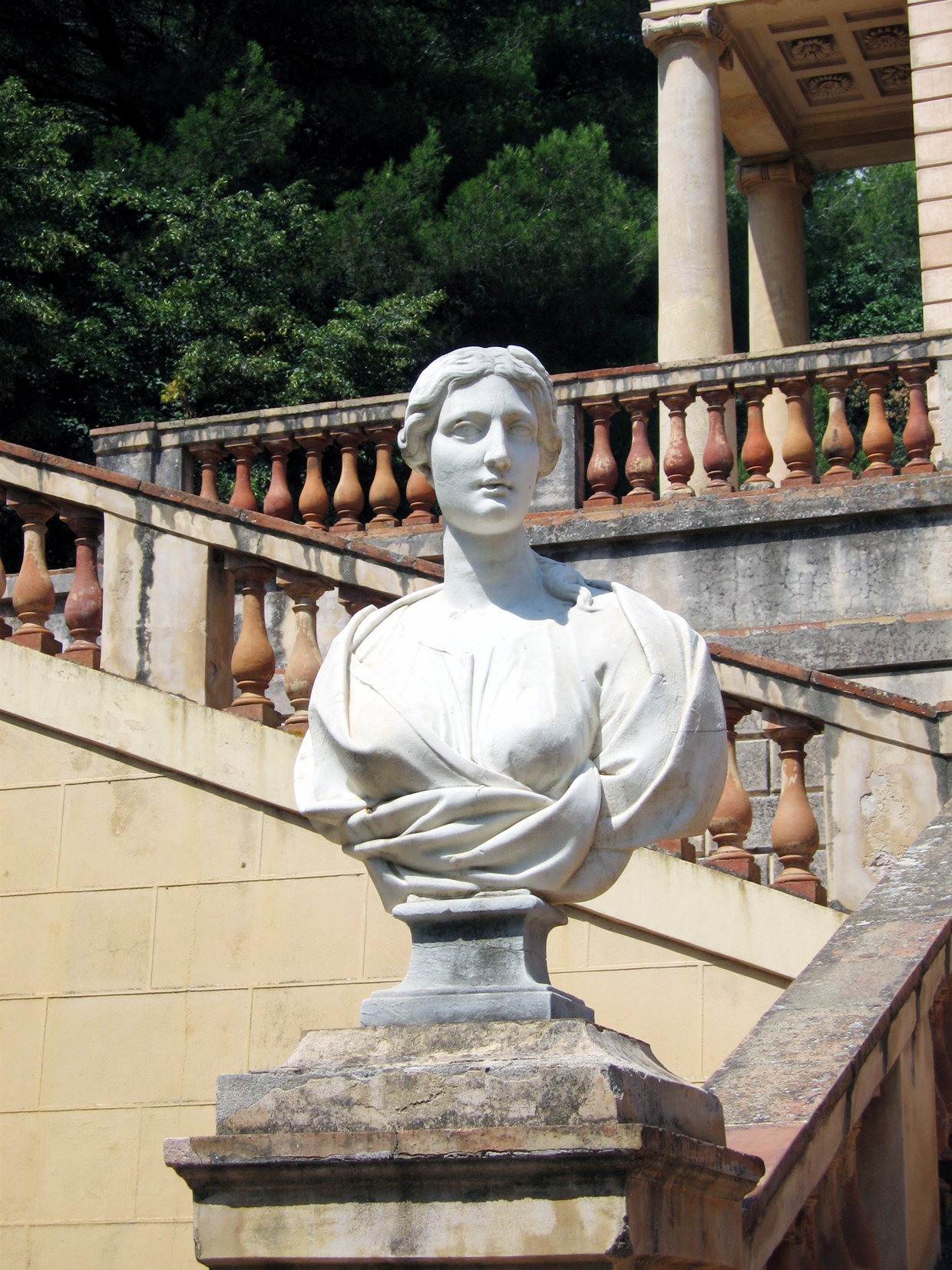
Бюст Діоніса
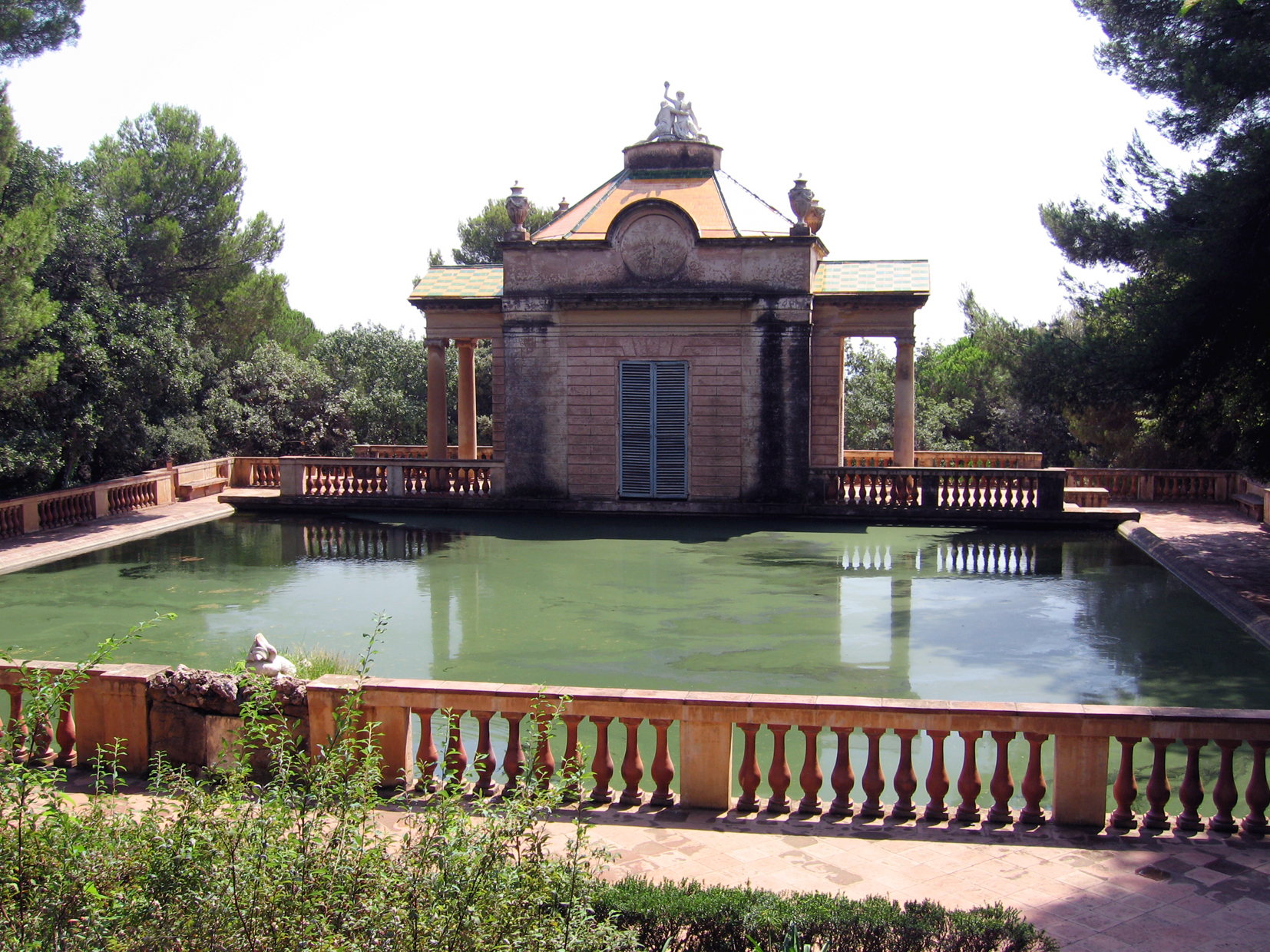
Неокласичний павільйон
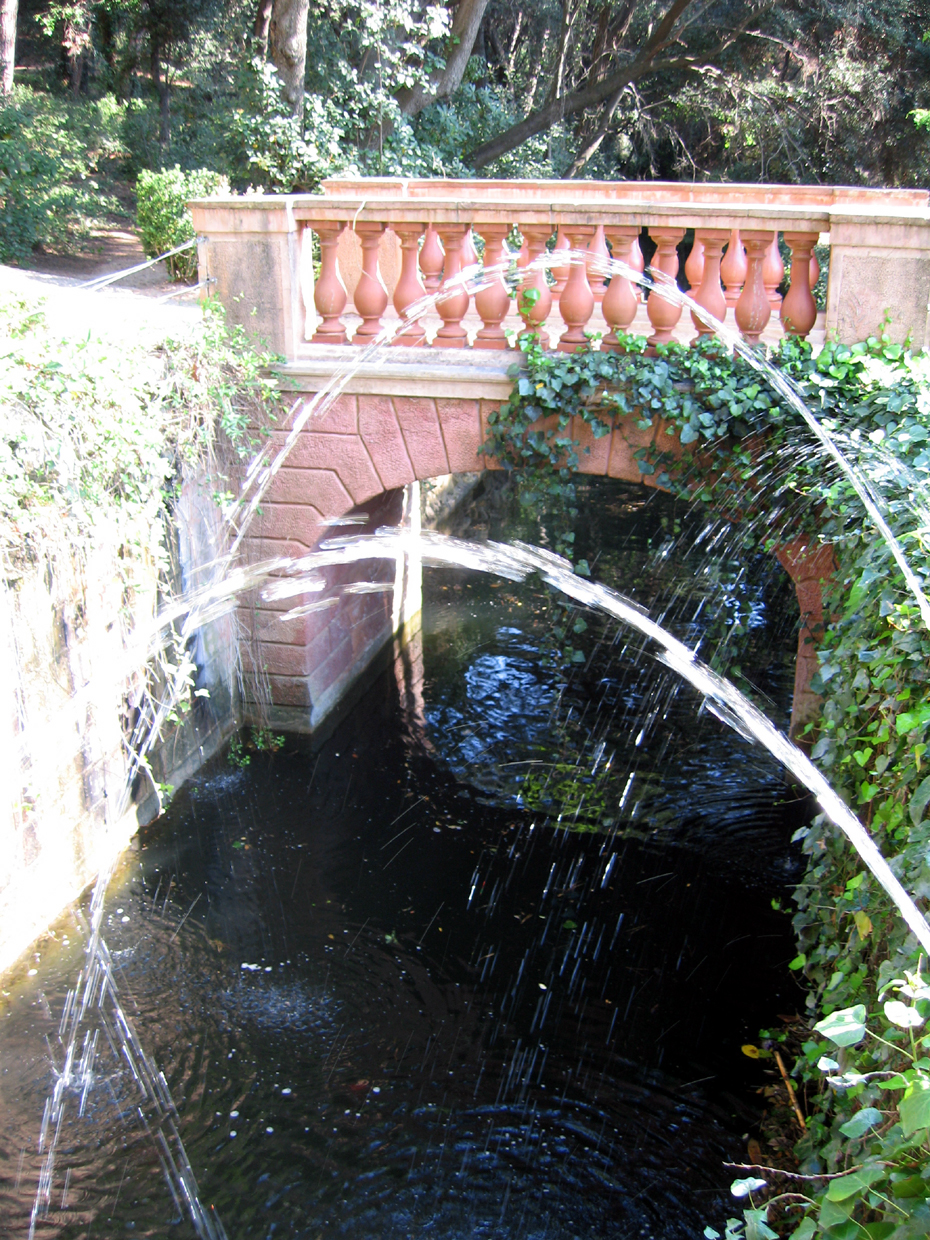
Романтичний канал
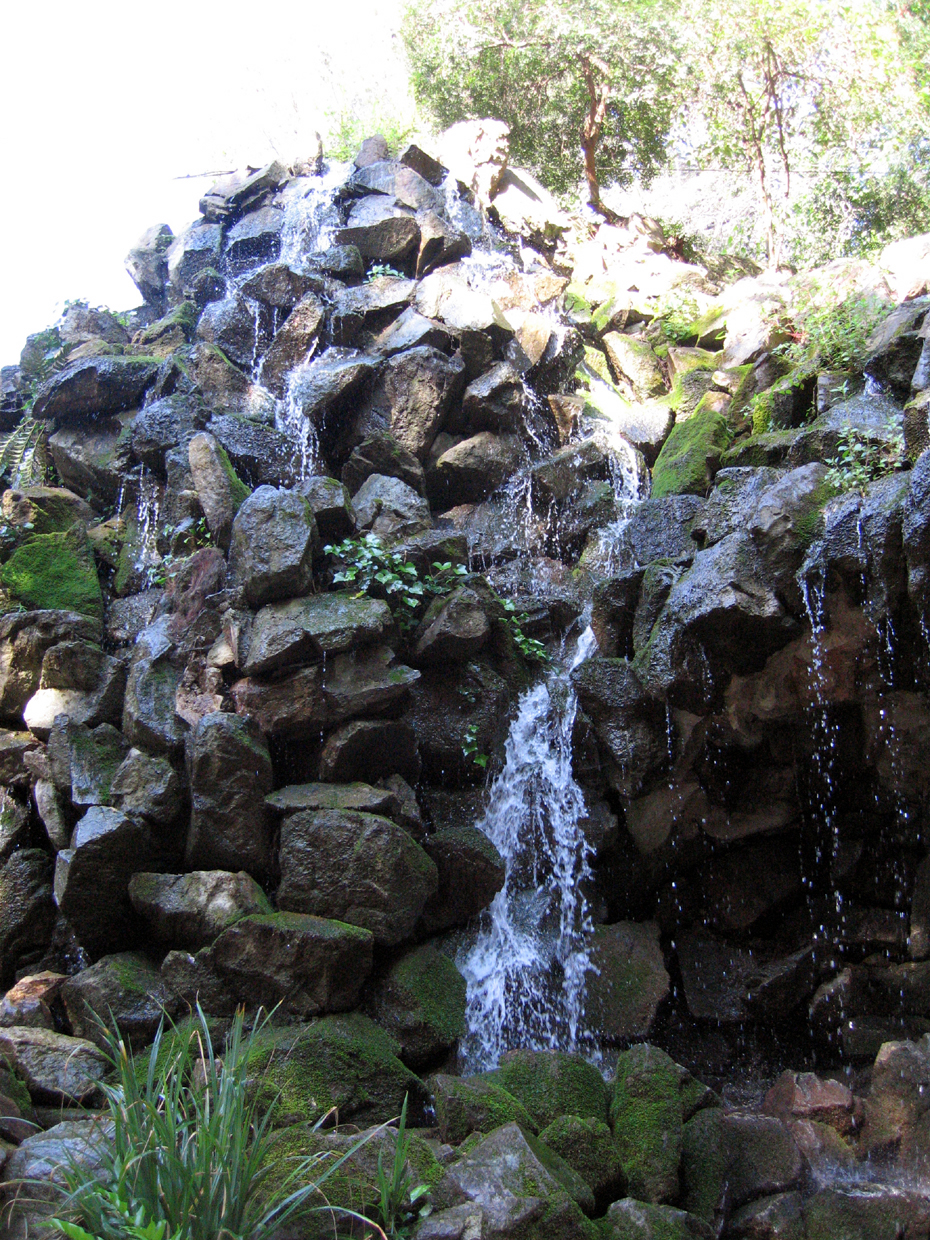
Водоспад в романтичному саду
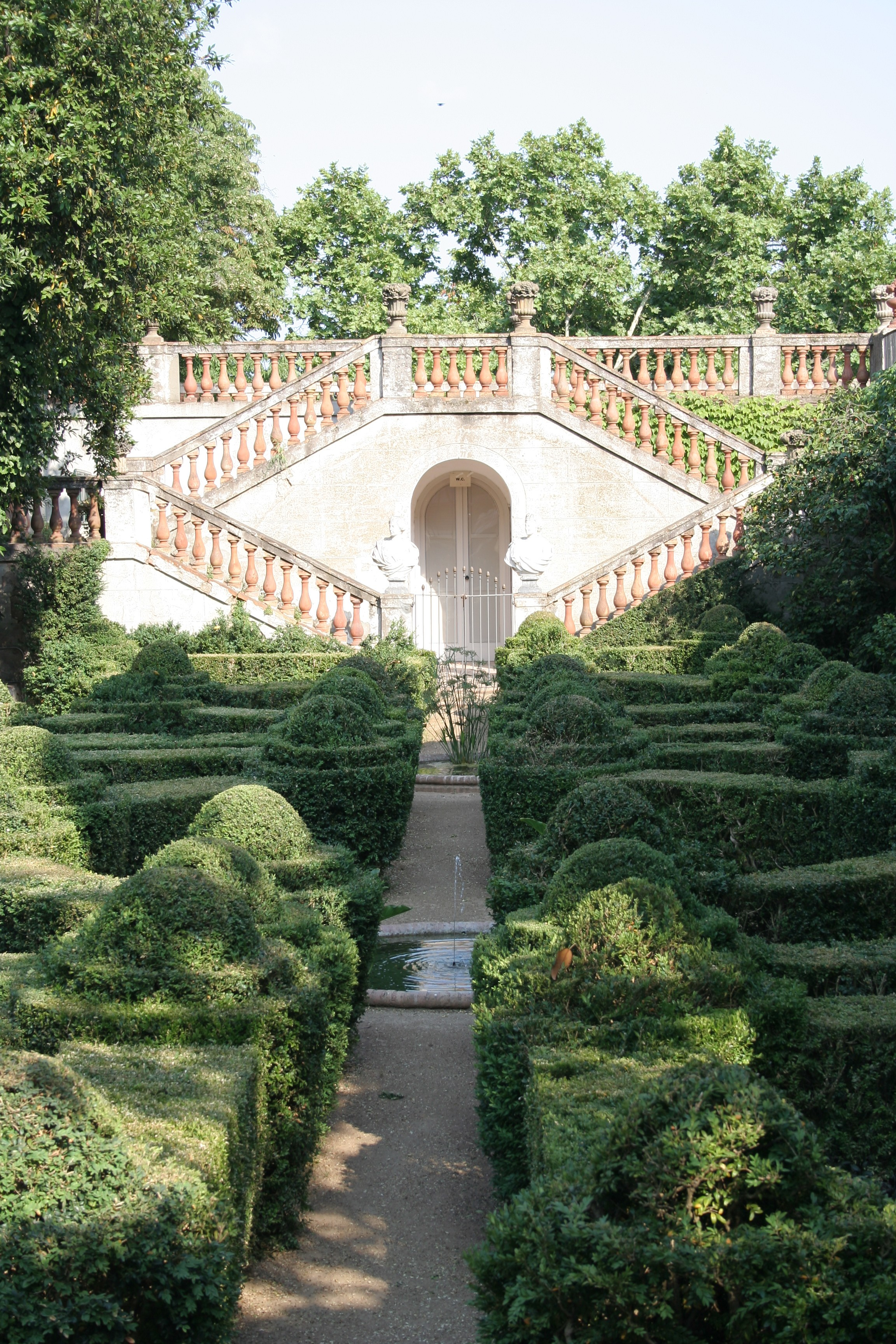
Таємний сад, вид на південь. Палац розташований праворуч за кам'яним парканом.